# Moeraswederik
Moeraswederik (Lysimachia thyrsiflora) is een vaste plant die behoort tot de sleutelbloemfamilie. De plant komt van nature voor in Eurazië en Noord-Amerika. Hij staat op de Nederlandse Rode lijst van planten als algemeen voorkomend en stabiel of toegenomen. In België is de soort sterk afgenomen. Hij komt zeldzaam voor in de Kempen en is elders zeer zeldzaam. Het aantal chromosomen is  2n = 40, 42 of 54.
Moeraswederik komt voor langs de waterkant, in veenmoerassen en op drijftillen. De plant wordt 30-60 cm hoog en heeft een wortelstok met ondergrondse uitlopers. Op de kale stengels zitten bruine klierpuntjes. De tegenover elkaar staande, zittende, halfstengelomvattende, 5-16 cm lange en 0,5-6 cm brede bladeren zijn lancet- tot lijnlancetvormig en hebben zwarte klierpuntjes. 
De plant bloeit van mei tot in juli met gele, 4-6 mm grote bloemen, die in lang gesteelde, dichte, 1-3 cm lange trossen staan. De bloemen zijn vijf-, zes- of zeventallig. De spitse kelkslippen zijn lijnvormig. De kroonslippen met rode punten aan de top zijn lijnvormig en worden afgewisseld met kleine tanden. De meeldraden zijn bijna twee keer zo lang als de kroonbladen.
De vrucht is een 2,5 mm grote doosvrucht met een centrale zaaddrager. Op de vrucht zitten donkergekleurde puntjes.

## Namen in andere talen
- Duits: Straußblütiger Gilbweiderich
- Engels: Tufted Loosestrife, Tufted Yellow-Loosestrife
- Frans: Thyrsiflore jaune